# 新妻汰一
新妻 汰一（にいづま たいち、1998年1月18日 - ）は、元ラグビーユニオン選手。

## 略歴
佐野日大高校時代、高校日本代表候補に選ばれたことがある。
2016年、明治大学に入る。
2020年、ジャパンラグビートップリーグのパナソニック ワイルドナイツに加入。
2025年6月、ジャパンラグビーリーグワンの埼玉パナソニックワイルドナイツを退団し、選手引退した。